# 카르맨 맥레이

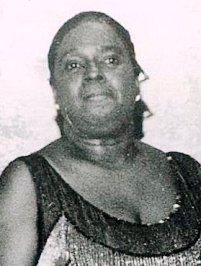

카르멘 맥레이(Carmen McRae, 1922년 ~ 1994년)는 미국의 가수이다. 뉴욕주에서 태어났다. 노래와 피아노의 재능을 테디 윌슨 부인으로부터 인정받아 1944년에 베니 카터 악단의 가수로 출발하였다. 카운트 베이스를 거쳐 독립한 후로는 모던 재즈의 흑인가수로 명성을 떨쳤다. 그의 음반으로는 《리얼 앰배서더스》, 《온 스테이지》, 《샌프란시스코의 맥레이》, 《새의 노래》 등이 있다.